# Laurel und Hardy: Their Purple Moment
Their Purple Moment (deutsche Titel: Die Geldgierigen oder Ihre Sternstunde) ist eine US-amerikanische stumme Kurzfilm-Komödie aus dem Jahre 1928 mit dem Komikerduo Stan Laurel und Oliver Hardy in den Hauptrollen.

## Handlung
Laurel und Hardy fristen das Leben von "unter dem Pantoffel" stehenden Ehemännern. Ihre Frauen nehmen ihnen ständig alles Bargeld ab und so fassen sie den Plan, eine geheime Kasse anzulegen, um sich einmal einen schönen Herrenabend gönnen zu können.
Der Plan geht insoweit schief, als Laurels Frau das versteckte Geld findet und gegen wertlose Coupons austauscht (was Laurel natürlich seinerseits keineswegs auffällt).
Die beiden lassen sich eines Abends mit einem Taxi zum Nachtclub "Pink Pub" chauffieren, wo sie den Fahrer anweisen, zu warten. Laurel fühlt prüfend seine Brieftasche, als er sieht, wie gerade ein Zechpreller höchst unsanft aus der Bar geworfen wird: Die Brieftasche ist prall und somit scheint alles in Ordnung. So nehmen sie zwei Barmädchen mit an ihren Tisch und lassen es sich gut gehen. Eine stadtbekannte Klatschbase beobachtet die fröhliche Runde, erkennt Laurel und Hardy und hinterträgt ihr Wissen unmittelbar den Ehefrauen der beiden.
Währenddessen geben sich Laurel und Hardy der Völlerei hin, an der sie ihre beiden kurzzeitigen Begleiterinnen großzügig teilhaben lassen. Laurel kommt es bei dem Auftritt einer Liliputaner-Tanzgruppe in den Sinn, Süßigkeiten zu spendieren. Als er diese bar bezahlen will, merkt er, dass er kein Geld, sondern wertlose Coupons bei sich hat. Er erstarrt, ist aber geistesgegenwärtig genug, den Kauf auf die Rechnung setzen zu lassen.
Hardy dagegen ist noch bestens in Schwung, ignoriert Laurels Versuche, die schreckliche Erkenntnis mitzuteilen, und lädt auch noch den Taxifahrer zum Essen ein, als der kommt, um endlich bezahlt zu werden.
Als es schließlich doch an das Bezahlen gehen soll, wirft Laurel die Brieftasche zu Hardy, der hinein schaut und nun seinerseits die üble Lage erkennen muss. So vertröstet man den Kellner und versucht, sich heimlich abzusetzen. Die Versuche, unter den Tisch zu kriechen, scheitern daran, dass immer wieder jemand über ihre Beine stolpert.
Inzwischen sind die aufgebrachten Ehefrauen in der Bar erschienen. Das erhöht den Druck ebenso wie die Ungeduld des Kellners, endlich bezahlt zu werden. Laurel und Hardy flüchten in die Küche, wo sich das abschließende Chaos entwickelt.

## Kommentare
Eine gute Komödie mit einigen gut wohl platzierten und phantasievollen Gags, ist Their Purple Moment, wenn auch nicht einer ihrer denkwürdigsten Stummfilme, immer noch wichtig als Vorläufer für viele ihrer besten Filme. Plot- und Gag-Elemente aus diesem Kurzfilm wurden für Blotto, Below Zero und vor allem SONS OF THE DESERT, einem der von den Fans am meisten geschätzten Filme, entlehnt und umgestaltet.
Ein paar Anmerkungen dazu: Während Oliver Hardy sich selbst spielt, spielt Stan "Mr. Pincher". Man hatte die Rollennamen noch nicht ganz aufgegeben. Bald nach diesem Film sollten sie, mit wenigen Ausnahmen, den Rest ihrer Karriere als "Stan Laurel" und "Oliver Hardy" verbringen. Weder Stan noch Babe bereuten es, dass ihre richtigen Namen mit so dummen Personen in Verbindung gebracht wurden. Erstens war es eine Art Karriereversicherung --- niemand sonst konnte die Namen und Figuren verwenden ("Wer deinen guten Namen benutzt, stiehlt Schund", wie Stan in Tit for Tat sagt). Zweitens, und das ist noch wichtiger, mochten die echten Stan Laurel und Oliver Hardy ihre Film-Inkarnationen wirklich. "Er ist wirklich ein netter Kerl", würde Ollie später über seine Figur sagen.
Abschließende Bemerkung: Fay Holderness, die hier Stans Frau spielt, hat ein paar Jahre später einen denkwürdigen Auftritt als Ollies Ehefrau in Hog Wild, was sie zu einer der wenigen Schauspielerinnen macht, die die Ehefrauen beider Männer spielen. (Vivien Oakland war eine andere.)
John Larrabee, John V. Brennan

## Anmerkungen

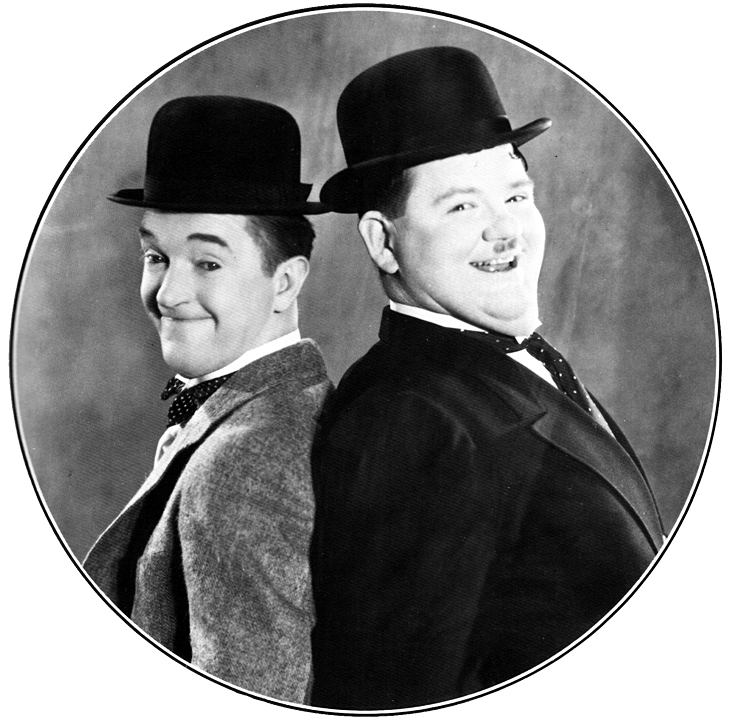
Laurel und Hardy